# 漳州三清觀
漳州府志載：南宋端平二年（1235年），漳州府治龍溪縣南.龍溪籍檢正顏耆仲和侍郎顏頤仲捐資建三清觀，並修八仙殿、娘娘殿、元朝以後屢次重修。明成化十八年（1482年）重建，增修魁星祠、北斗祠、藥王殿，擴大三清觀規模，三清觀主建築坐北朝南，形三路建築格局。中路為道觀主體建築，三清殿供奉三清道祖，元始天尊、靈寶天尊、道德天尊，左廂八仙殿，祀呂洞賓、李鐵拐、漢鍾離、何仙姑等八仙，右廂藥王殿，供奉藥王孫思邈、吳夲、華佗，後為娘娘殿，供奉王母娘娘、泰山娘娘、海神娘娘、三奶娘娘、三霄娘娘，左側魁星祠、右側北斗祠、祀東皇太一神，清末時廢毀於戰火。